# Ruud van der Beele
Ruud van der Beele (Sevenum, 26 november 1949) is een Nederlandse beeldend kunstenaar.

## Leven en werk
Na zijn opleiding tot loodgieter was van der Beele gedurende enkele jaren in dit beroep werkzaam. Hij besloot toen om een meer kunstzinnige loopbaan te kiezen. Van 1975 tot 1980 werd hij opgeleid aan de Academie voor Industriële Vormgeving, afdeling Vrije Beeldende Vorming in Eindhoven. 
Vanaf 1987 woont en werkt van der Beele in Arcen, waar hij in 1986 de boerderij de Schans kocht en waar hij zijn atelier en galerie vestigde. In 1997 en 2000 realiseerde hij tijdelijke beeldenroutes in Arcen. Het thema was “Aandacht voor het landschap”. 
Naast sculpturen maakt Van der Beele ook grafiek en schilderijen. Zijn inspiratie vindt hij in het landschap van Noord-Limburg, maar ook in zijn reizen naar onder meer Ierland, Italië en Amerika. Werk van Van der Beele werd in diverse plaatsen in Nederland geëxposeerd. Zijn sculpturen bevinden zich in de openbare ruimte van diverse Nederlandse plaatsen. 
Voor het museum van Bommel van Dam nam hij in 2005 deel aan een expositie waar werken getoond werden geïnspireerd op een reis van diverse Limburgse kunstenaars naar Marokko. 

## Werk in de publieke ruimte (selectie)
- Overwinning - Arcen (1997)
- Loodzwaar - Emmen (1998)
- Hoogwatermonument - Arcen (2003)
- Alles in Beweging - Arcen (2010)

- RKD-Nederlands Instituut voor Kunstgeschiedenis: 5755